# Teo (film)
Teo è un film per la televisione del 1997, diretto da Cinzia TH Torrini.

## Trama
Teo, un ragazzo della Somalia, all'età di tre anni sfugge dal suo paese natio assieme alla madre e si trasferiscono a vivere a Roma. La madre lavora come colf in un palazzo presso una famiglia benestante della capitale. A causa della morte della madre in un incidente, il giovane viene ospitato dalla famiglia.
In questo palazzo vive anche Mimma, una ragazza che stringe amicizia con Teo. Mimma viene abusata dal patrigno, venendo messa incinta. La ragazza fugge assieme a Teo ma vengono successivamente rintracciati. Il ragazzo viene ingiustamente accusato delle violenze, ma grazie all'intervento dei suoi amici riuscirà a dimostrare di essere innocente.

## Produzione
Le riprese del film sono durate per cinque settimane e sono state girate nell'autunno 1996 a Roma.
Nel film compare nella sua penultima interpretazione televisiva l'attore Renzo Montagnani, che morirà due mesi dopo.

## Distribuzione
Il film viene trasmesso in prima televisiva assoluta su Rai 1 la sera di mercoledì 12 marzo 1997, piazzandosi vincente al primo posto con ascolti auditel con uno share di 7.660.000 spettatori.